# Joan Pujol
|  | Per a altres significats, vegeu «Joan Pujol (desambiguació)». |

Joan Pujol, poeta, va nàixer a Mataró el 1532 i morí després del 1603, probablement a Plegamans. Fou prevere de Mataró i des de 1586 rector de Sant Genís de Plegamans. Joan Pujol utilitzava la seva poesia per a enviar un missatge moral als seus lectors. Tota l'obra mostra una gran influència d'Ausiàs March, que tot sigui dit, no era una influència més, sinó la referència màxima.
La seva obra poètica (1574) comprèn un poema èpic a la victòria de Lepant, escrit bàsicament en decasíl·labs de cobles encreuades, i el poema Visió en somni.
Popularment, el poema èpic es coneix amb el nom de La Batalla de Lepant. S'hi explica la moral que amaga el poeta: «Clamar no es deu si cerca mal i el troba». El relat de Pujol comença un any abans de la batalla. S'hi expliquen els antecedents de la batalla i de com es prepararen naus, soldats, armament i d'altres. L'edició de l'obra de Pujol inclou dos poemes laudatoris de l'humanista del Rosselló Francesc Comte.
Visió en somni és un poema narratiu amb estructura de gènere medieval. La narració és en primera persona, s'ambienta en un món meravellós visitat en somnis. El poema està compost per dues cobles de deu versos decasíl·labs cada una, són cobles encreuades de quatre rimes i dos versos apariats al final. En el poema, l'autor critica la gent que es pensa que sap molt sobre Ausiàs March quan, en realitat, no en saben res segons Pujol. A la segona cobla, vol lloar una persona, el cient, una persona que segons ell sí que té prou coneixements sobre March. El cient és Joan Lluís Vileta, filòsof i canonge barceloní, amb molta influència sobre Pujol. Així doncs, el poema esdevé un panegíric de Vileta.
El primer intel·lectual modern que el va redescobrir i estudiar l'obra fou el rossellonès Josep Tastu, que introduí l'obra del mataroní en els estudis del bibliògraf Fèlix Torres i Amat de Palou.